# A Social Celebrity
A Social Celebrity es una comedia dramática muda estadounidense de 1926 dirigida por Malcolm St. Clair y protagonizada por Louise Brooks como una manicura de una pequeña ciudad que va a Nueva York con su novio (Adolphe Menjou), un barbero que se hace pasar por un conde francés. La película se considera perdida.

## Trama
Max Haber (Menjou), un barbero de una pequeña ciudad, es el orgullo de su padre, Johann (Chester Conklin), que posee una barbería anticuada. Max adora a Kitty Laverne (Brooks), la manicura del establecimiento, que lo ama pero aspira a ser bailarina y se va a Nueva York, esperando conseguir grandes cosas.
La Señora de Jackson-Greer (Josephine Drake), una matrona de la alta sociedad neoyorquina, tiene ocasión de notar cómo Max ha modelado el cabello de una chica de la ciudad y le induce a venir a Nueva York y hacerse pasar por un conde francés. Allí conoce a April (Elsie Lawson), la sobrina de la Señora King, y pierde su corazón por ella, así como por Kitty, ahora una corista. En el teatro donde Kitty actúa, Max es el hombre mejor vestido en la fiesta de April. En un cabaret más tarde esa noche, la verdadera identidad de Max es revelada, y es abandonado por sus amigos de sociedad. Desilusionado, Max regresa a casa a petición de su padre. Kitty le sigue, dándose cuenta de que le necesita.

## Reparto
| Actor           | Personaje               | Notas                        |
| --------------- | ----------------------- | ---------------------------- |
| Adolphe Menjou  | Max Haber               |                              |
| Louise Brooks   | Kitty Laverne           |                              |
| Eleanor Lawson  | April King              | Acreditada como Elsie Lawson |
| Roger Davis     | Tenny                   |                              |
| Hugh Huntley    | Forrest Abbott          |                              |
| Chester Conklin | Johann Haber            |                              |
| Freeman Wood    | Gifford Jones           |                              |
| Josephine Drake | Señora de Jackson-Greer |                              |
| Ida Waterman    | Señora de Winifred King |                              |